# Шаляпіна Марина Федорівна
Марина Федорівна Шаляпіна (в шлюбі Фредді; 14 березня 1912, Москва — 14 липня 2009, Рим, Італія) — переможниця конкурсу краси Міс Росія 1931 року, акторка італійського кіно (фільми «Старі часи», «Тільки для тебе, Лучія»"), офіцерка морського флоту Італії. 

## Життєпис
Середня дочка Федора Шаляпіна від другого шлюбу з Марією Петцольд (до шлюбу Елухен, у першому шлюбі — Петцольд, 1882–1964).
У 1906 році на стрибках у Москві Федір Шаляпін познайомився з Марією Петцольд. На той час у Шаляпіна та Марії Петцольд вже були власні сім'ї. Марія Валентинівна мала двох дітей від першого шлюбу. Незабаром Марія Петцольд переїхала до Федора Шаляпіна у Санкт-Петербурзі. Не отримавши розлучення, вони живуть цивільним шлюбом — народжуються три доньки: Марфа (1910–2003), Марина (1912–2009) та Дасія (1921–1977).
Фактично у Шаляпіна в старій столиці Москві була одна сім'я, а в новій — інша: одна сім'я не їздила до Петербурга, а інша до Москви. Офіційно шлюб Марії Валентинівни з Шаляпіним було оформлено 1927 року вже у Парижі.
У дитинстві Марина перехворіла на туберкульоз і лікарі радили змінити петербурзький клімат на південний.
У 1922 році у 10-річньому віці Марина разом із усією родиною Шаляпіна емігрувала з Радянської Росії та оселилася в Парижі. Тут Марина навчалася танцю у балетній студії Матильди Кшесінської . Проте вона отримала травму внаслідок падіння на репетиції, і їй не судилося стати балериною.
У 1931 році Марина Шаляпіна перемогла на конкурсі краси «Міс Росія», який з 1927 року щорічно проводився в Парижі серед російських дівчат-емігранток.
Марина Шаляпіна продовжила навчання в Нью-Йорку, де навчалася в Академії інтер'єру та дизайну. З Америки Марина переїхала до Австрії у Відень, де навчалася на режисера театру. З Відня для роботи над фільмом про класичний балет вона виїхала до Італії, де й зустріла свого Луїджі Фредді, що мав багато талантів — журналіст і адміністратор, він стояв біля витоків італійського кіно, обіймаючи посаду генерального директора кінематографічного департаменту при міністерстві друку та пропаганди Італії. Серед його інших досягнень Фредді був організатором першого Венеціанського кінофестивалю, а в 1937 році за його діяльної участі було відкрито найбільшу на той час у Європі кіностудію «Чінечитта», де він сам виступав як продюсер і зняв Марину Шаляпіну-Фредді в трьох картинах «Старі часи», «Тільки для тебе, Лучія» та «Нічиї діти».
Після Другої світової війни Марина Шаляпіна-Фредді працювала на круїзному лайнері — проводила екскурсії, музичні зустрічі. Марина носила звання офіцера морського флоту Італії. Марина Федорівна Шаляпіна-Фредді володіла п'ятьма мовами.
У шлюбі з Луїджі Фредді у Марини народилася донька Анжела Фредді-Монтефорте, яка мешкає в Італії.
Померла 14 липня 2009 року, проживши 97 років. Похована на цвинтарі Лаурентіно.